# Námestovo
Námestovo (maďarsky Námesztó, polsky Namiestów) je okresní město na severním Slovensku v Žilinském kraji. Ve městě žije přibližně 7 400 obyvatel.

## Poloha

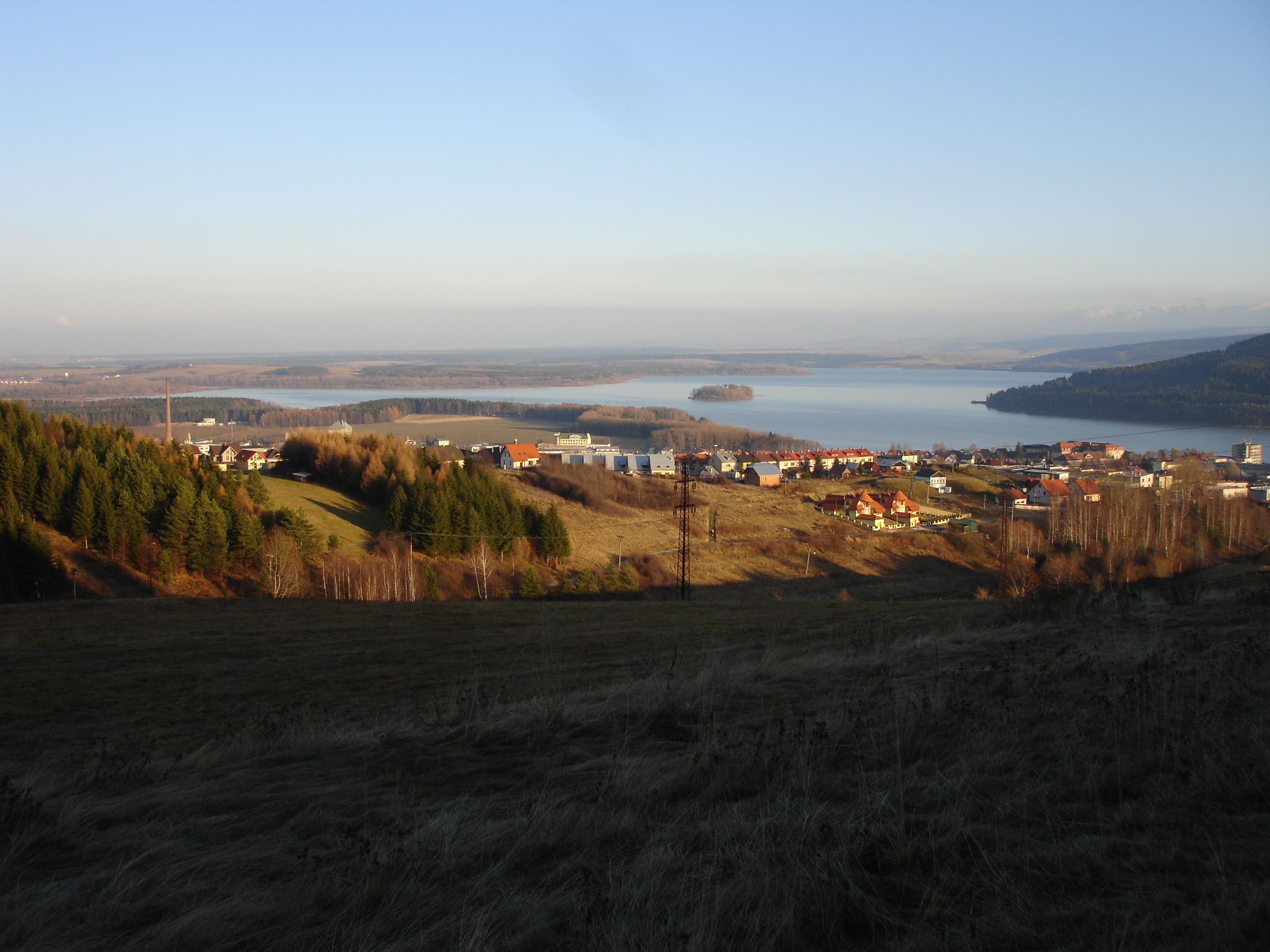
Část města, v pozadí Oravská přehrada

Město se nachází na břehu Oravské přehrady, nedaleko polských hranic, cca 15 km od Tvrdošína. Město leží od hlavního města Bratislavy 284 km, krajského města Žiliny 86,2 km a je centrem okresu okresu Námestovo, sousedí s deseti obcemi Zubrohlava, Oravská Jasenica, Klin, Bobrov, Mútne, Oravská Polhora, Oravské Veselé, Vavrečka, Sihelné a Trstená.

## Historie
První písemná zmínka o městě je z roku 1557 jako důsledek valašské kolonizace Oravy. V městě je barokní římskokatolický kostel svatého Šimona a Judy z 18. století. Město bylo zničeno ve druhé světové válce v dubnu 1945. Život ve městě byl ovlivněn dokončením Oravské přehrady v roce 1953, kterou byly zatopeny dvě třetiny města.

## Pamětihodnosti
- Mauzoleum rodiny Murínů
- Pamětní deska
- Roubený lidový dům
- Socha Panny Marie Immaculaty
- Pomník se sochou Antona Bernoláka
- Hrob s náhrobkem z roku 1859
- Pomník se sochou Pavola Országha Hviezdoslava
- Kostel svatého Kříže na Slanickém ostrově